# لويس راموس (لاعب كرة قدم)
لويس راموس (بالإسبانية: Luis Ramos)‏ (11 أبريل 1985 في هندوراس - ) هو لاعب كرة قدم هندوراسي في مركز الوسط. شارك مع منتخب هندوراس لكرة القدم. أما مع النوادي، فقد لعب مع نادي تيبليتسه ونادي جيلينا ونادي دبرتسني ونادي شاتورو ونادي نيترا ونادي ماراثون وNyíregyháza Spartacus FC ‏ وShuvalan FK ‏ ونادي كيكسكيميت.

## وصلات خارجية
- لويس راموس على موقع الاتحاد الدولي (مؤرشف)  (الإنجليزية)
- لويس راموس على موقع قاعدة بيانات كرة القدم.إي يو (الإنجليزية)
- لويس راموس على موقع Soccerway.com (الإنجليزية)